# 黄国俊 (1920年)
黄国俊（1920年—？），男，广东丰顺人，中国胸部外科和胸部肿瘤学专家，曾任中国医学科学院肿瘤医院教授、博士生导师。